# 藤田実 (経済学者)
藤田 実（ふじた みのる、1954年 - ）は、労働経済や産業経済をおもな研究対象とする日本の経済学者、桜美林大学名誉教授。
桜美林大学では、リベラルアーツ学群などで永く教鞭をとり、2025年に退職した後、名誉教授の称号を贈られた。

## 経歴
茨城県生まれ。
1978年に福島大学経済学部を卒業し、その後、専修大学大学院に学び、経済学修士を取得した。1992年には、博士論文「ME革命と現代電子産業の構造分析」により、中央大学から博士（経済学）を取得した。
労働運動総合研究所に参加し、事務局長、理事を歴任した。
また、大学教員としての労働運動にも積極的に参加し、日本私立大学教職員組合連合（日本私大教連）の書記長なども歴任した。

## おもな著書

### 単著
- 3.11からの復興と日本経済再建の構想：個性豊かな地域の集合体としての日本へ、かもがわ出版（かもがわブックレット）、2012年
- 日本経済の構造的危機を読み解く：持続可能な産業再生を展望して、新日本出版社、2014年
- 戦後世界と日本資本主義：歴史と現状 7、大月書店、2017年

### 共編著
- （吉田三千雄との共編著）日本産業の構造転換と企業、新日本出版社、2005